# I heard a voice
I heard a voice är en live-DVD från musikbandet AFI (A fire inside) som är från när de spelade live i Long Beach Arena den 15 september 2006.